# Everettský masakr

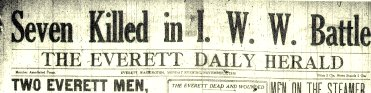
Titulek deníku The Everett Herald informující o události

Everettský masakr, také známý jako Krvavá neděle, byla ozbrojená konfrontace mezi místními úřady a členy unie Industrial Workers of the World (IWW), která se odehrála 5. listopadu 1916 v Everettu v americkém státě Washington. Jednalo se o tragickou událost označující vyvrcholení dělnického napětí na Severozápadě USA.

## Pozadí
V roce 1916 čelilo město Everett velké hospodářské depresi. Ve městě se odehrávaly konfrontace mezi podniky, komerčními zájmy, pracovníky a jejich organizátory. V ulicích se odehrálo mnoho pracovníky uspořádaných pochodů a projevů. Ty potlačovali místní strážci zákona, kteří byli na straně místních podniků. Organizace Industrial Workers of the World do Everettu přišla podporovat pětiměsíční stávku pracovníků místních výrobců šindelů. Po jejich příchodu si podniky najaly stráž, která na členy organizace zaútočila sekerami a vyhnala je z města. Seattleská pobočka organizace se nato rozhodla vyslat do Everettu více členů, kteří zde měli uspořádat pochod na podporu stávkujících dělníků.

## Konfrontace v přístavu
5. listopadu 1916 se zhruba 300 členů organizace sešlo v její pobočce v Seattlu, odkud přešli do přístavu, kde se nalodili na parníky Verona a Calista. Ty je odvezly na sever do Everettu, kam dvojice lodí dorazila brzy odpoledne. Verona byla první lodí v přístavu a členové unie se prezentovali svou bojovou písní Hold the Fort. Místní podniky ale věděly o jejich příjezdu, a tak do přístavu poslaly své ochránce. Ti použili přinejmenším jeden remorkér, a to Edison patřící společnosti American Tug Boat Company. Stejně jako při předchozích demonstracích, i nyní podniky zajistily přítomnost místních strážců zákona, které vedl okresní šerif Donald McRae, který mohl členy unie zatknout za jejich předchozí násilné činy ve městě.

## Přestřelka
Výsledkem byl střet 200 členů domobrany, zdánlivě vedených šerifem McRaem, a anarchistů spadajících pod unii IWW. Při přistání parníku Verona u doku vstoupil šerif McRae na palubu a dotázal se členů unie, kdo je jejich vůdcem. Na to mu anarchisté odpověděli smíchem a pokřikem, že jsou všichni vlastními vůdci. McRae nato vytáhl svou pistoli, oznámil jim, že je šerif a že jim ze zákona zakazuje přistát v everettském přístavu. Po chvilce ticha jeden z anarchistů odpověděl, že to přece všichni vědí.
Hned poté začalo deset minut intenzivní střelby, většina ze strany strážců podniků, kteří byli na souši na doku, ale také z parníku, přestože většina cestujících nebyla ozbrojena. Nikdy nebylo zjištěno, odkud vyšel první výstřel. Cestující parníku se ale při střelbě raději přesunuli na druhou stranu parníku, čímž jej málem převrátili. Nakonec kvůli tomu přece jen několik cestujících spadlo přes palubu, ale není známo, kolik se jich utopilo. Přes 175 kulek zasáhlo samotnou kajutu kapitána a sám kapitán Chance Wiman unikl střelbě jen díky ukrytí za lodním trezorem.
Krátce poté loď musela vyplout pryč, přičemž kapitán Wiman varoval nedalekou Calistu, se kterou pak odplula Verona do Seattlu.

## Počet obětí
Na konci přestřelky bylo zjištěno, že dva členové domobrany zahynuli a dalších 16 až 20 jich bylo zraněno, včetně šerifa McRae. Ti dva zemřelí byli zastřeleni zezadu vlastními spolubojovníky, takže členové unie IWW nikoho nezabili. Unie oficiálně udala 5 mrtvých a 27 zraněných, ale spekulovalo se, že událost nepřežilo 12 jejích členů. Ti z unie, kteří měli svou základnu v Everettu, nakonec přece jen svůj pochod uskutečnili, přičemž je šerif McRae společně s domobranou obklíčil a odvedl do věznice. Přestřelka vyústila v akci od guvernéra státu Ernesta Listera, který do Seattlu a Everettu poslal milice, jež měly za úkol uvézt města zpět do pořádku.

## Otázka násilí
Mnoho odpůrců unie se snažilo dokázat, že právě IWW byla původcem všeho násilí v Everettu. Avšak historikové Philip Taft a Philip Ross poukazují na to, že aktivita unie byla bez jakéhokoli násilí a že to rozdmýchal kdysi v její pobočce v Everettu soukromý detektiv najatý jedním z podniků.

## Následky
Po návratu do Seattlu bylo 75 členů unie zatčeno za přestřelku, včetně jejich vůdce Thomase H. Tracyho. Posléze byli odvedeni do okresní věznice v Everettu, kde byli obžalováni za vraždu dvou členů domobrany. Po dvouměsíčním soudním procesu byl Tracy v květnu 1917 zproštěn obžaloby porotou. Krátce poté bylo staženo i obvinění zbývajících 73 členů unie, kteří pak byli propuštěni z vězení.